# Union sportive dacquoise omnisports
Cet article traite du club omnisports. Pour les équipes masculine et féminine de rugby à XV, voir les articles Union sportive dacquoise et Union sportive dacquoise (féminines).
L'Union sportive dacquoise est un club omnisports basé à Dax dans les Landes.
Créé en 1903 à la suite de la fusion du Véloce Sport dacquois et du Stade dacquois, équipes de cyclisme et de rugby à XV de la ville, il est notamment connu pour sa section masculine de rugby à XV.

## Histoire

### Premières sections autour du cyclisme, du rugby et de la pelote basque

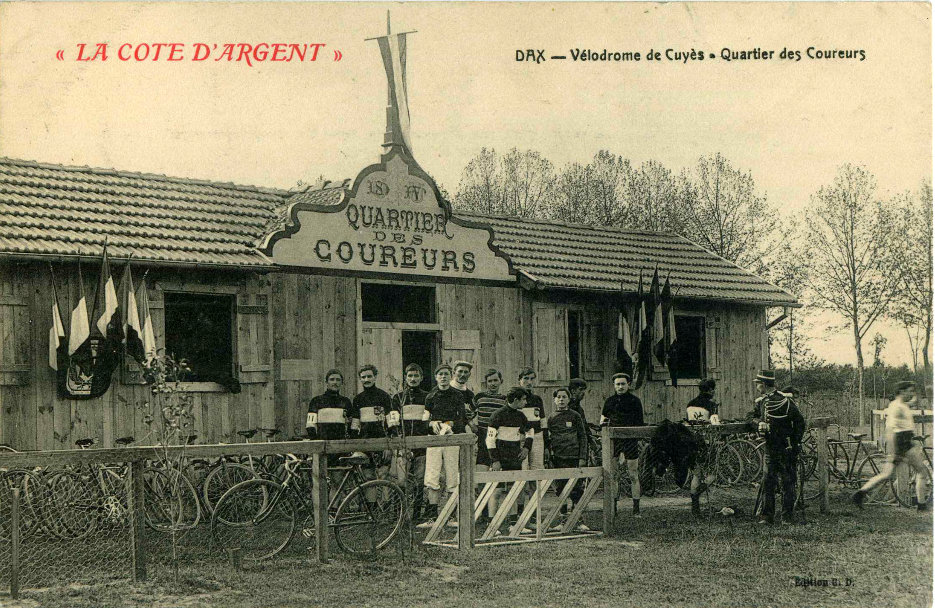
Le local du quartier des coureurs cyclistes, au stade de Cuyès, dans les années 1910.

À l'aube du XXe siècle, le Véloce Sport dacquois et le Stade dacquois constituent les deux sociétés sportives de la ville de Dax ; le premier représente le cyclisme dans la cité thermale, tandis que le second pratique le rugby football, cousin de la barette aquitaine, sous les couleurs rouge et noire.
À la suite de premiers contacts pour obtenir le droit de pratiquer sur le champ de Cuyès, notamment à l'initiative du président du Véloce Sport Léon Gischia, ces deux associations fusionnent alors pour donner naissance à l'Union sportive dacquoise en avril 1903,,. Les premières activités cyclistes ont rapidement lieu au sein de la nouvelle structure,. Le 19 avril 1903, l'équipe de rugby de l'Union sportive dacquoise rencontre celle de la Section paloise de la Ligue girondine de l'éducation physique à Pau ; parmi les autres rencontres disputées en 1903, un match retour a lieu à Dax, tandis qu'une rencontre a lieu le 27 décembre contre le Biarritz Stade.
La section cyclisme vote lors de son assemblée du 15 janvier 1904 son affiliation à l'Union vélocipédique de France.
Le club omnisports est rapidement rejoint vers 1905 par celle de pelote basque.

### Évolution entre-deux-guerres des pratiques
Pendant la Première Guerre mondiale, la section rugby de l'US Dax subsiste grâce à l'apport de l'équipe des Genêts de l'école supérieure de Dax,. Les activités cyclistes sont quant à elles ralenties, la piste de cyclisme étant occupée par un camp militaire canadien.
Durant l'entre-deux-guerres, les joueurs de rugby pratiquent l'athlétisme durant l'été, bien que la création de cette section ne sera formalisée que dans les années 1940. De même, si les activités de natation dans l'Adour se développent à la même époque, elles ne seront pas encadrées par une section immédiatement bien qu'une ébauche de structure soit esquissée en juin 1935, le fleuve dacquois étant substitué par l'océan et la piscine de Soorts-Hossegor le temps qu'une piscine municipale soit érigée dans la sous-préfecture et étant donné la pollution trop importante de ce premier. La section basket-ball voit le jour en 1935,.
Les compétitions sportives sont à nouveau perturbées par la Seconde Guerre mondiale ; si la majorité de son effectif est alors mobilisée, l'équipe de rugby subsiste encore grâce à ses joueurs scolaires. Les autres sections sont également impactées, de nombreux cyclistes, athlètes, pelotaris, et basketteurs étant appelés sous les drapeaux.

### Professionnalisation de la section rugby à XV
En réponse à la professionnalisation du rugby à XV actée en 1995, la structure encadrant l'équipe première est juridiquement séparée du club amateur omnisports pour être placée sous une association indépendante, afin de ne pas impliquer les autres sections sportives. Cette association est effective le 1er juillet 1997 et déclarée le 31 juillet ; elle sert de tremplin à la création d'une société anonyme déclarée dès 1998, qui prendra la forme d'une SAOS, puis d'une SASP en 2001. La SASP est ensuite liée par le biais d'une convention à l'association loi de 1901.

## Sections
Le club omnisports possède 12 sections sportives.
Les sections cyclisme et rugby à XV sont à l'origine de la création de l'Union sportive dacquoise omnisports en 1903.
Plus tard, il regroupe également les entités de pelote basque (créée en 1905),, de basket-ball (créée en 1935), d'athlétisme (dont la première trace de son existence date de 1940), de judo (créée en 1949 et rejoignant l'union en octobre 1962), de ski (rejoignant l'union en 1961 à l'occasion de la fusion du Ski club dacquois et du Patro de Saint-Vincent), de natation (créée dans la fin des années 1960), de tennis (créée en 1934 et rejoignant l'union en 1972), de golf (créée en juin 1984), de volley-ball (créée en 1986), de badminton (créée dans les années 1990 et rejoignant l'union en 1996), de préparation et entretien physique (créée en octobre 2017).
La section rugby à XV n'entre plus dans le périmètre du club omnisports depuis 1997, date de sa séparation en tant qu'association ayant pour base son équipe première.
Parmi les sections disparues, on compte celle de football, active de 1923 à 1925, et de squash, dissoute avant 1996.

## Logo
Après l'évolution du logo de l'équipe professionnelle de rugby à XV lors de l'intersaison 2018, celui du club ominsports est adapté en conséquence en intégrant la même identité visuelle.

Évolution du logo du club
Logo abandonné à l'intersaison 2018.
Logo depuis l'intersaison 2018.
Logo alternatif depuis l'intersaison 2018.

## Partenariats

### Section basket-ball
Pour répondre aux contraintes sportives économiques, le Basket Club Gamarde Goos (depuis connu en tant que Dax Gamarde Basket 40) se rapproche depuis la fin des années 2000 de la section basket de l'US Dax,.

### Section rugby à XV
Après plus de dix années de rapprochement et de discussions, et de la même manière que d'autres clubs féminins ayant intégré les structures de clubs professionnels masculins,,, le club des Pachys d'Herm s'unit pendant l'été 2017 avec les voisins de l'Union sportive dacquoise. Avec l'accord de la FFR, cette dernière est alors enregistrée comme la section féminine de l'équipe dacquoise, la fusion étant effective à partir du 30 juin. Ce rapprochement permet entre autres au club de bénéficier des infrastructures de leurs homologues masculins professionnels.

## Infrastructures
Historiquement, les installations sportives du stade de Cuyès sont utilisées.
Les différentes sections du club omnisports pratiquent depuis leurs activités notamment dans les stades et infrastructures suivantes :
- le stade Maurice-Boyau et son gymnase ;
- le stade Colette-Besson ;
- le stade du Sablar ;
- le stade du Gond ;
- les dojos de Narrosse, Rivière-Saas-et-Gourby et Saint-Paul-lès-Dax ;
- le gymnase du lycée de Borda ;
- la piscine d'Aspremont du stade André-Darrigade ;
- le practice de Dax.

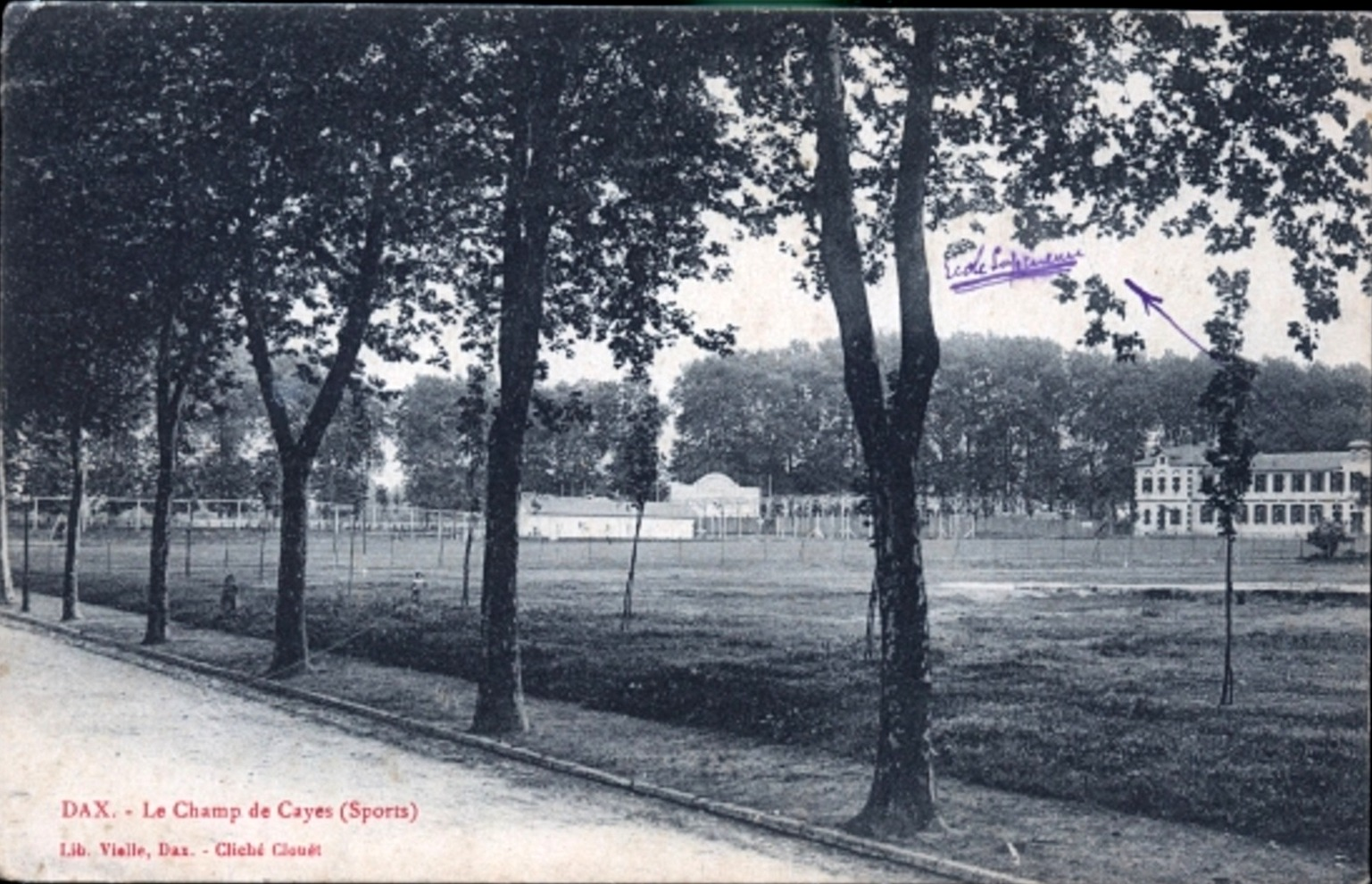
Vue d'ensemble du stade de Cuyès.
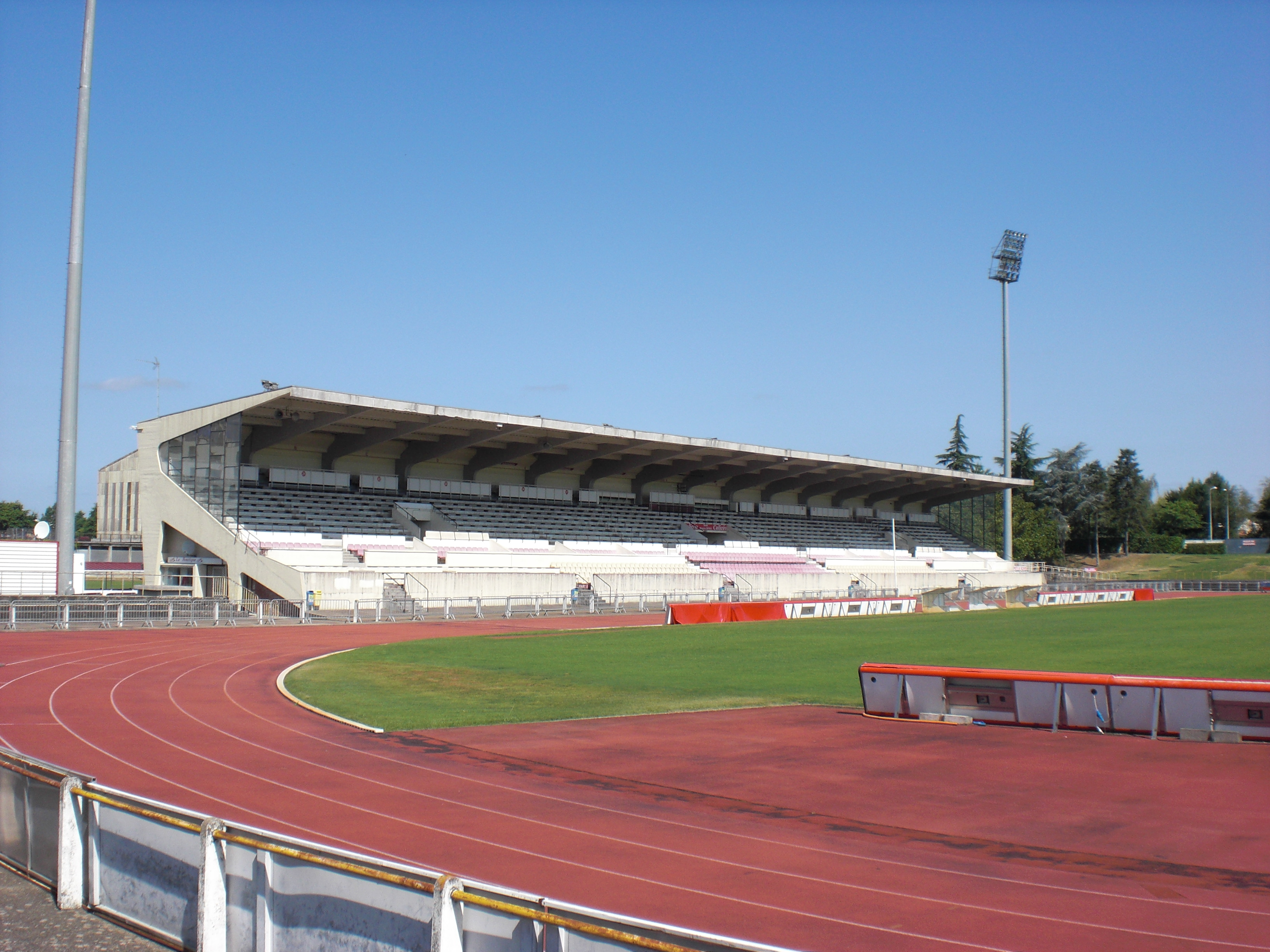
Tribune historique du stade Maurice-Boyau.
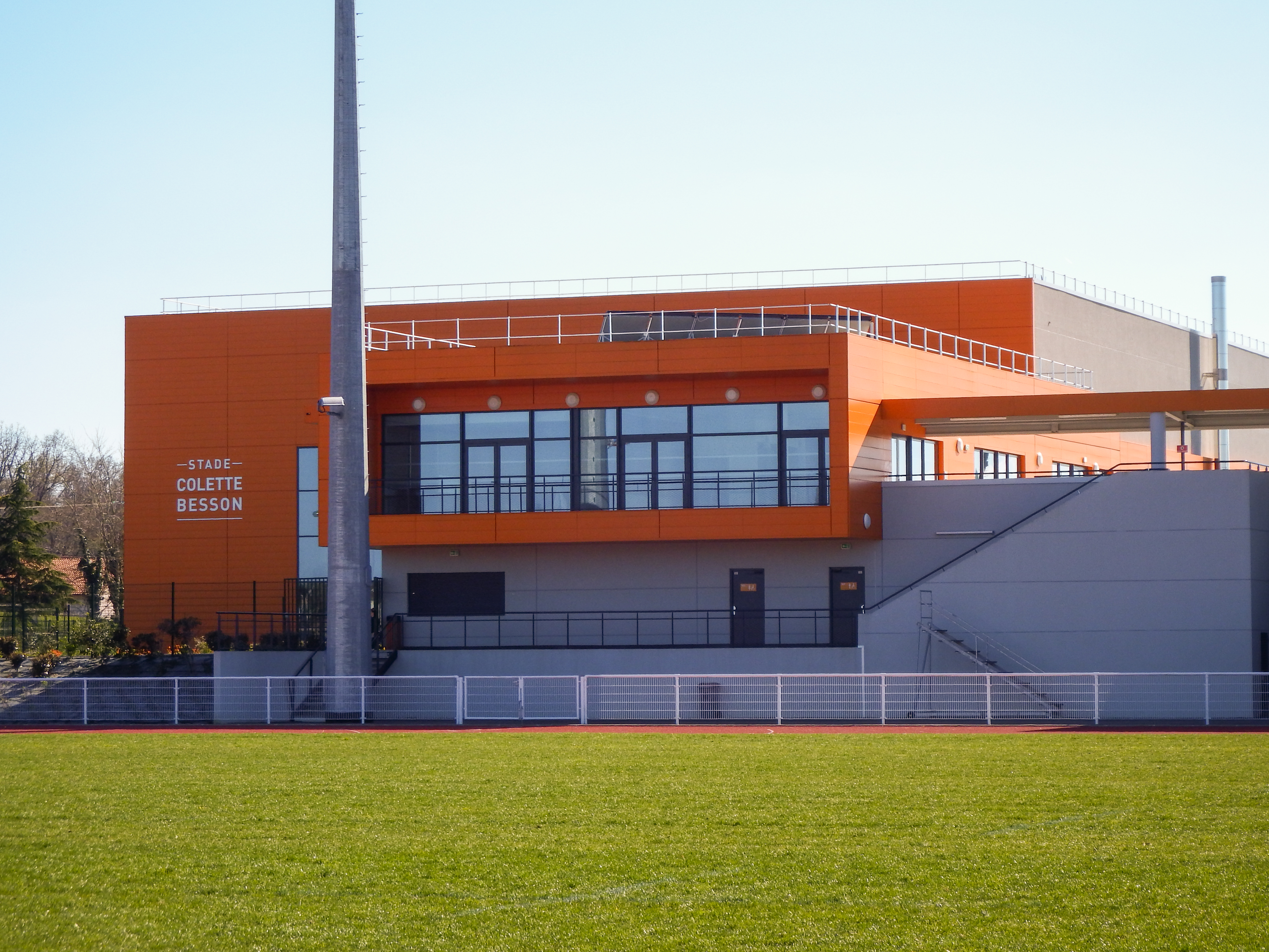
Bâtiment principal du stade Colette-Besson.

## Présidents
| Saisons     | Présidents             |
| ----------- | ---------------------- |
| 1903-1919   | Léon Gischia           |
| 1919-1929   | Eugène Milliès-Lacroix |
| 1929-1931   | Abel Guichemerre       |
| 1932-1933   | Paul Debeauvais        |
| 0000-1940   | Jean de Cours          |
| 1940-1944   | Alphonse Castex        |
| 1944-1960   | Pierre Marque          |
| 1960-1980   | René Dassé             |
| 1980-1988   | Paul Lasaosa           |
| 1988-1993   | Pierre Albaladejo      |
| 1993-2015   | Jean-Louis Bérot       |
| 2015-2019   | Alain Dudès            |
| depuis 2019 | Alexandre Baumont      |

Le premier président de l'US Dax est Léon Gischia, à la création du club,,. Eugène Milliès-Lacroix lui succède en 1919,, jusqu'en 1929, date de son élection à la mairie de Dax, après laquelle il démissionne de son poste et voit Abel Guichemerre lui succéder,,. Ce dernier démissionne de son poste vers septembre 1931 dans le cadre des événements rugbystiques entre la FFR et l'UFRA. Paul Debeauvais, non impliqué dans l'un des deux camps, est élu pour la saison 1932-1933 en signe d'apaisement et de rassemblement.
Plus tard, on retrouve à la présidence Jean de Cours, Alphonse Castex en 1940, Pierre Marque en 1944 et René Dassé en 1960.
Paul Lasaosa devient à son tour président en 1980, jusqu'à sa mort en 1988. Pierre Albaladejo occupe ensuite ce poste, qu'il occupera jusqu'en 1993 ; ce dernier sera par la suite nommé « président d'honneur » de l'US Dax omnisports.
Jean-Louis Bérot entre au siège de la présidence du club omnisports en 1993. Il annonce son départ après 22 ans, pour l'intersaison 2015.
Son successeur, Alain Dudès, jusqu'alors dirigeant de la section judo, prend ses fonctions le 13 octobre 2015 jusqu'à sa démission après quatre ans, en octobre 2019.
Alexandre Baumont, ancien dirigeant de la section judo, est élu à la présidence du nouveau bureau le 14 novembre.

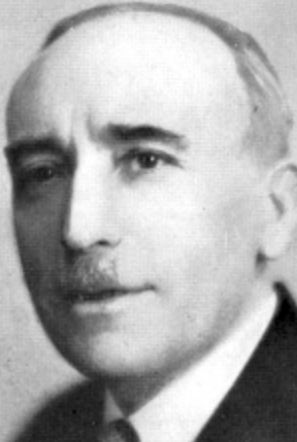
Eugène Milliès-Lacroix occupe le poste de président du club omnisports de 1919 à 1929.
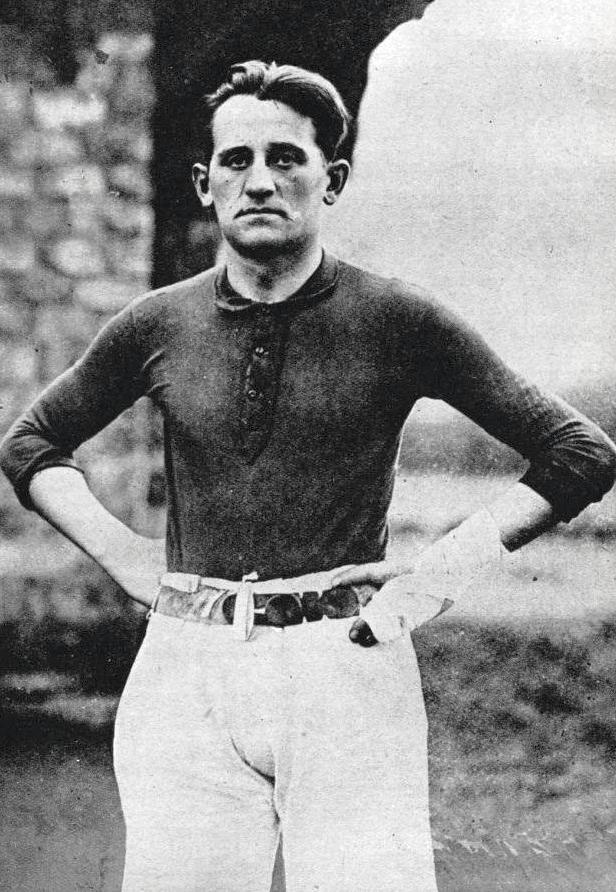
Abel Guichemerre, ci-contre en 1921, occupe le poste de président du club omnisports de 1929 à 1931.
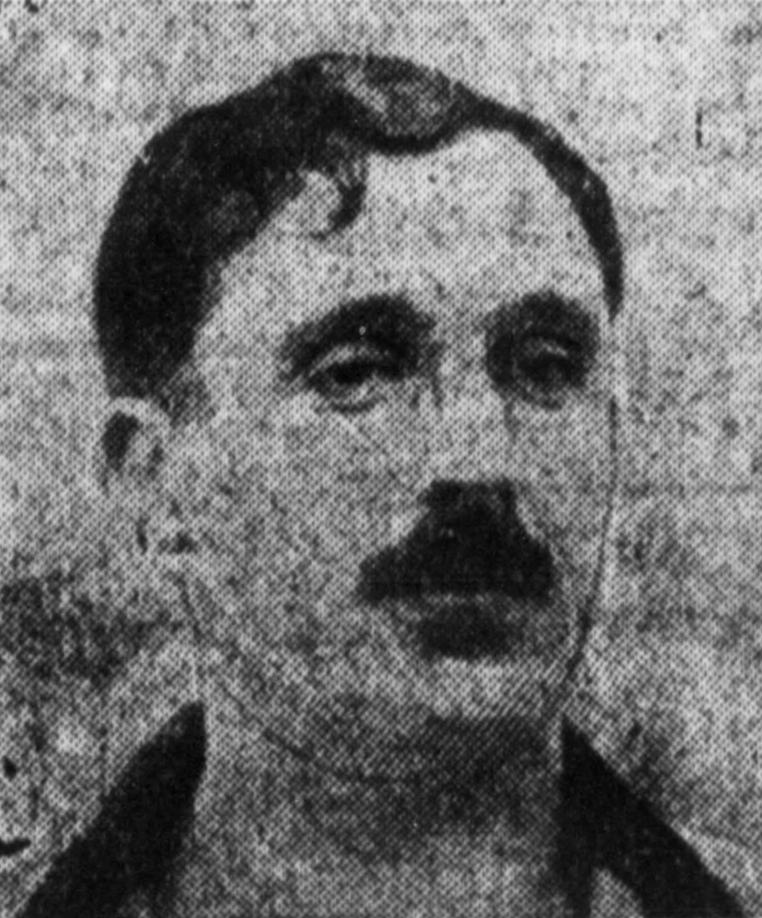
Paul Debeauvais occupe le poste de président du club omnisports au début des années 1930.
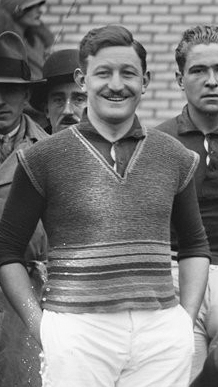
Alphonse Castex, ci-contre en 1927, occupe le poste de président du club omnisports au début des années 1940.
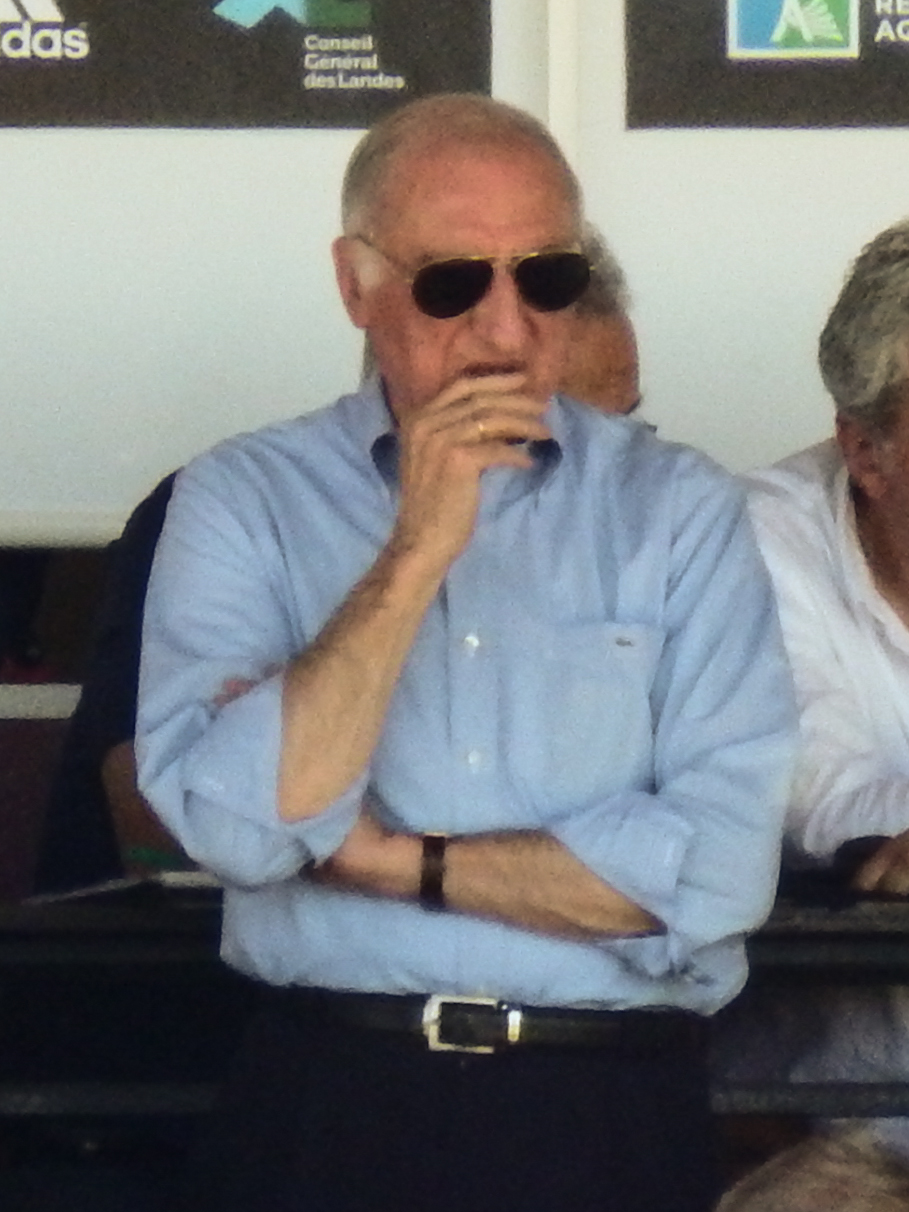
Pierre Albaladejo, ici en 2015, occupe le poste de président du club omnisports de 1988 à 1993, puis en tant que président d'honneur.
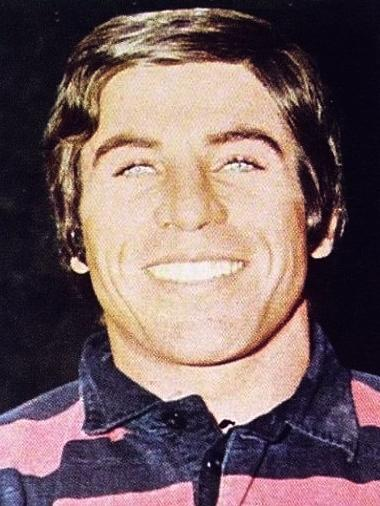
Jean-Louis Bérot, ici en 1971, occupe le poste de président du club omnisports de 1993 à 2015.